# Ивашиха (Ивановская область)
Ивашиха — деревня в Родниковском районе Ивановской области России, входит в состав Каминского сельского поселения.

## География
Расположена в 16 км на северо-восток от центра поселения села Каминский и в 22 км на северо-запад от райцентра города Родники.

## История
Вероятно в XVII веке по административно-территориальному делению сельцо входило в Костромской уезд в Плесский стан. По церковно-административному делению приход относился к Плесской десятине. 8 июня 1730 года по указу «ея величества и по приказанию свят. правит. Синода по челобитью асессора Степана Григорьева сына Тихменева дан указ о строении вновь церкви в Плесской десятине в вотчине его в сельце Никольском во имя Благовещения Пресвятыя Богородицы с приделом Николая чуд., а освящении тогож 1730 г. сентября 24 дня и ответствованным сего января 27 дня 1731 г. доношением показано, что церковь с приделом освящена тогож 1730 г. ноября 12 дня по отказной памяти из Костромской провинции ... а в нынешнем 1731 г. августа 25 велено при оной Благовещенской церкви в трапезе приделать придел теплой во имя Иоанна воина и по построении освятить....»
Каменная Благовещенская церковь в селе с колокольней и оградой была построена в 1828 году усердием помещицы Екатерины Александровны Мусиной-Пушкиной. Престолов было три: в холодной — в честь Благовещения Пресвятой Богородицы, в теплой — во имя святителя Николая Чудотворца и во имя Тихвинской иконы Божией Матери. 
В конце XIX — начале XX века село входило в состав Оделевской волости Нерехтского уезда Костромской губернии, с 1918 года — в составе Иваново-Вознесенской губернии.
С 1924 года деревня входила в состав Межевского сельсовета Родниковского района, с 1954 года — в составе Острецовского сельсовета, с 2005 года — в составе Острецовского сельского поселения, с 2009 года — в составе Каминского сельского поселения.

## Население
| 1872 | 1897 | 1907 | 2002 | 2010 |
| ---- | ---- | ---- | ---- | ---- |
| 187  | ↗273 | ↘260 | ↘16  | ↘0   |